# Puchar Świata Juniorów w łyżwiarstwie szybkim
Puchar Świata juniorów w łyżwiarstwie szybkim – corocznie rozgrywany cykl zawodów w łyżwiarstwie szybkim pod patronatem Międzynarodowej Unii Łyżwiarskiej (ISU). Pierwsza edycja odbyła się w sezonie 2008/2009. W programie obecnie znajduje się osiem konkurencji: 500 m, 1000 m, 1500 m, 3000 m (początkowo również 5000 m dla mężczyzn), bieg masowy, bieg drużynowy i sprint drużynowy dla kobiet i mężczyzn oraz sztafeta mieszana. 

## Zwycięzcy

### Kobiety
| Sezon     | 500 m                                | 1000 m                               | 1500 m                               | 3000 m                               | Bieg masowy                          | Bieg drużynowy                       | Sprint drużynowy                     | Sztafeta mieszana                    |
| --------- | ------------------------------------ | ------------------------------------ | ------------------------------------ | ------------------------------------ | ------------------------------------ | ------------------------------------ | ------------------------------------ | ------------------------------------ |
| 2008/2009 | Olga Fatkulina                       | Roxanne van Hemert                   | Roxanne van Hemert                   | Yvonne Nauta                         | —                                    | Holandia                             | —                                    | —                                    |
| 2009/2010 | Jekatierina Ajdowa                   | Jekatierina Ajdowa                   | Lotte van Beek                       | Irene Schouten                       | —                                    | Holandia                             | —                                    | —                                    |
| 2010/2011 | Jekatierina Ajdowa                   | Lotte van Beek                       | Pien Keulstra                        | Pien Keulstra                        | —                                    | Japonia                              | —                                    | —                                    |
| 2011/2012 | Letitia de Jong                      | Antoinette de Jong                   | Pien Keulstra                        | Park Do-yeong                        | Park Do-yeong                        | Korea Płd.                           | —                                    | —                                    |
| 2012/2013 | Vanessa Bittner                      | Vanessa Bittner                      | Reina Anema                          | Jade van der Molen                   | Vanessa Bittner                      | Holandia                             | —                                    | —                                    |
| 2013/2014 | Vanessa Bittner                      | Melissa Wijfje                       | Melissa Wijfje                       | Melissa Wijfje                       | Vanessa Bittner                      | Holandia                             | Holandia                             | —                                    |
| 2014/2015 | Daria Kaczanowa                      | Tessa Boogaard                       | Melissa Wijfje                       | Melissa Wijfje                       | Sanneke de Neeling                   | Korea Południowa                     | Korea Południowa                     | —                                    |
| 2015/2016 | Daria Kaczanowa                      | Rio Yamada                           | Han Mei                              | Park Ji-woo                          | Ayano Satō                           | Holandia                             | Holandia                             | —                                    |
| 2016/2017 | Daria Kaczanowa                      | Daria Kaczanowa                      | Sanne in 't Hof                      | Sanne in 't Hof                      | Jeon Mir-yeong                       | Holandia                             | Holandia                             | —                                    |
| 2017/2018 | Femke Beuling                        | Jutta Leerdam                        | Jutta Leerdam                        | Joy Beune                            | Laura Peveri                         | Holandia                             | Holandia                             | —                                    |
| 2018/2019 | Michelle de Jong                     | Robin Groot                          | Paulien Verhaar                      | Paulien Verhaar                      | Laura Peveri                         | Holandia                             | Holandia                             | —                                    |
| 2019/2020 | Marrit Fledderus                     | Marrit Fledderus                     | Merel Conijn                         | Robin Groot                          | Laura Peveri                         | Holandia                             | Holandia                             | —                                    |
| 2020/2021 | Odwołano z powodu pandemii COVID-19. | Odwołano z powodu pandemii COVID-19. | Odwołano z powodu pandemii COVID-19. | Odwołano z powodu pandemii COVID-19. | Odwołano z powodu pandemii COVID-19. | Odwołano z powodu pandemii COVID-19. | Odwołano z powodu pandemii COVID-19. | Odwołano z powodu pandemii COVID-19. |
| 2021/2022 | Pien Smit                            | Pien Smit                            | Alina Dauranowa                      | Evelien Vijn                         | Park Chae-won                        | Holandia                             | Holandia                             | Holandia                             |
| 2022/2023 | Pien Hersman                         | Alina Dauranowa                      | Kang Soo-min                         | Jade Groenewoud                      | Chloé Hoogendoorn                    | Holandia                             | Holandia                             | Holandia                             |
| 2023/2024 | Jung Hui-dan                         | Meike Veen                           | Meike Veen                           | Aurora Grinden Løvås                 | Cho Seo-yeon                         | Holandia                             | Holandia                             | Holandia                             |
| 2024/2025 | Jung Hui-dan                         | Hanna Mazur                          | Jeannine Rosner                      | Jeannine Rosner                      | Hanna Mazur                          | Holandia                             | Holandia                             | Holandia                             |

### Mężczyźni
| Sezon     | 500 m                                | 1000 m                               | 1500 m                               | 3000 m (3000/5000 m)                 | Bieg masowy                          | Bieg drużynowy                       | Sprint drużynowy                     | Sztafeta mieszana                    |
| --------- | ------------------------------------ | ------------------------------------ | ------------------------------------ | ------------------------------------ | ------------------------------------ | ------------------------------------ | ------------------------------------ | ------------------------------------ |
| 2008/2009 | Jan Daldossi                         | Jan Daldossi                         | Pim Cazemier                         | Pim Cazemier                         | —                                    | Niemcy                               | —                                    | —                                    |
| 2009/2010 | Aleksiej Bondarczuk                  | Aleksiej Bondarczuk                  | Kjetil Stiansen                      | Frank Hermans                        | —                                    | Holandia                             | —                                    | —                                    |
| 2010/2011 | Kim Sung-kyu                         | Maurice Vriend                       | Maurice Vriend                       | Frank Hermans                        | —                                    | Holandia                             | —                                    | —                                    |
| 2011/2012 | Kim Woo-jin                          | Kim Woo-jin                          | Thomas Krol                          | Thomas Krol                          | Kai Verbij                           | Korea Płd.                           | —                                    | —                                    |
| 2012/2013 | Darsił Essamambo                     | Kai Verbij                           | Yang Fan                             | Andrea Giovannini                    | Gerben Jorritsma                     | Włochy                               | —                                    | —                                    |
| 2013/2014 | Dai Dai Ntab                         | Arvin Wijsman                        | Patrick Roest                        | Patrick Roest                        | Armin Hager                          | Holandia                             | Holandia                             | —                                    |
| 2014/2015 | Michaił Kazelin                      | Wesly Dijs                           | Patrick Roest                        | Patrick Roest                        | Patrick Roest                        | Rosja                                | Rosja                                | —                                    |
| 2015/2016 | Wiktor Musjtakow                     | Wiktor Musjtakow                     | Marcel Bosker                        | Marcel Bosker                        | Marcel Bosker                        | Holandia                             | Holandia                             | —                                    |
| 2016/2017 | Yang Tao                             | Jin Yanan                            | Oh Hyun-mi                           | Marwin Talsma                        | Hyun Min-oh                          | Norwegia                             | Norwegia                             | —                                    |
| 2017/2018 | Rusłan Zacharow                      | Rusłan Zacharow                      | Francesco Betti                      | Francesco Betti                      | Gabriel Odor                         | Rosja                                | Rosja                                | —                                    |
| 2018/2019 | Artiom Ariefjew                      | Siergiej Łoginow                     | Hallgeir Engebråten                  | Hallgeir Engebråten                  | Yves Vergeer                         | Rosja                                | Rosja                                | —                                    |
| 2019/2020 | Cho Sang-hyeok                       | Cho Sang-hyeok                       | Peder Kongshaug                      | Daniił Ałdoszkin                     | Tsubasa Horikawa                     | Japonia                              | Japonia                              | —                                    |
| 2020/2021 | Odwołano z powodu pandemii COVID-19. | Odwołano z powodu pandemii COVID-19. | Odwołano z powodu pandemii COVID-19. | Odwołano z powodu pandemii COVID-19. | Odwołano z powodu pandemii COVID-19. | Odwołano z powodu pandemii COVID-19. | Odwołano z powodu pandemii COVID-19. | Odwołano z powodu pandemii COVID-19. |
| 2021/2022 | Joep Wennemars                       | Joep Wennemars                       | Tim Prins                            | Sigurd Henriksen                     | Yang Ho-jun                          | Holandia                             | Holandia                             | Holandia                             |
| 2022/2023 | Koo Kyung-min                        | Nikita Ważenin                       | Emil Pedersen Matre                  | Stijn van de Bunt                    | Kaspar Norberg                       | Polska                               | Polska                               | Polska                               |
| 2023/2024 | Koo Kyung-min                        | Issa Gunji                           | Finn Sonnekalb                       | Metoděj Jílek                        | Metoděj Jílek                        | Holandia                             | Holandia                             | Holandia                             |
| 2024/2025 | Cho Yeong-jun                        | Finn Sonnekalb                       | Finn Sonnekalb                       | Mats Bendijk                         | Yoon Ji-ho                           | Holandia                             | Holandia                             | Holandia                             |